# Johann Marggraff
Johann Evangelist Marggraff (* 10. April 1830 in Altomünster; † 10. März 1917 in München) war ein deutscher Architekt des Historismus und Gemeindebevollmächtigter des Münchner Magistrats.

## Leben

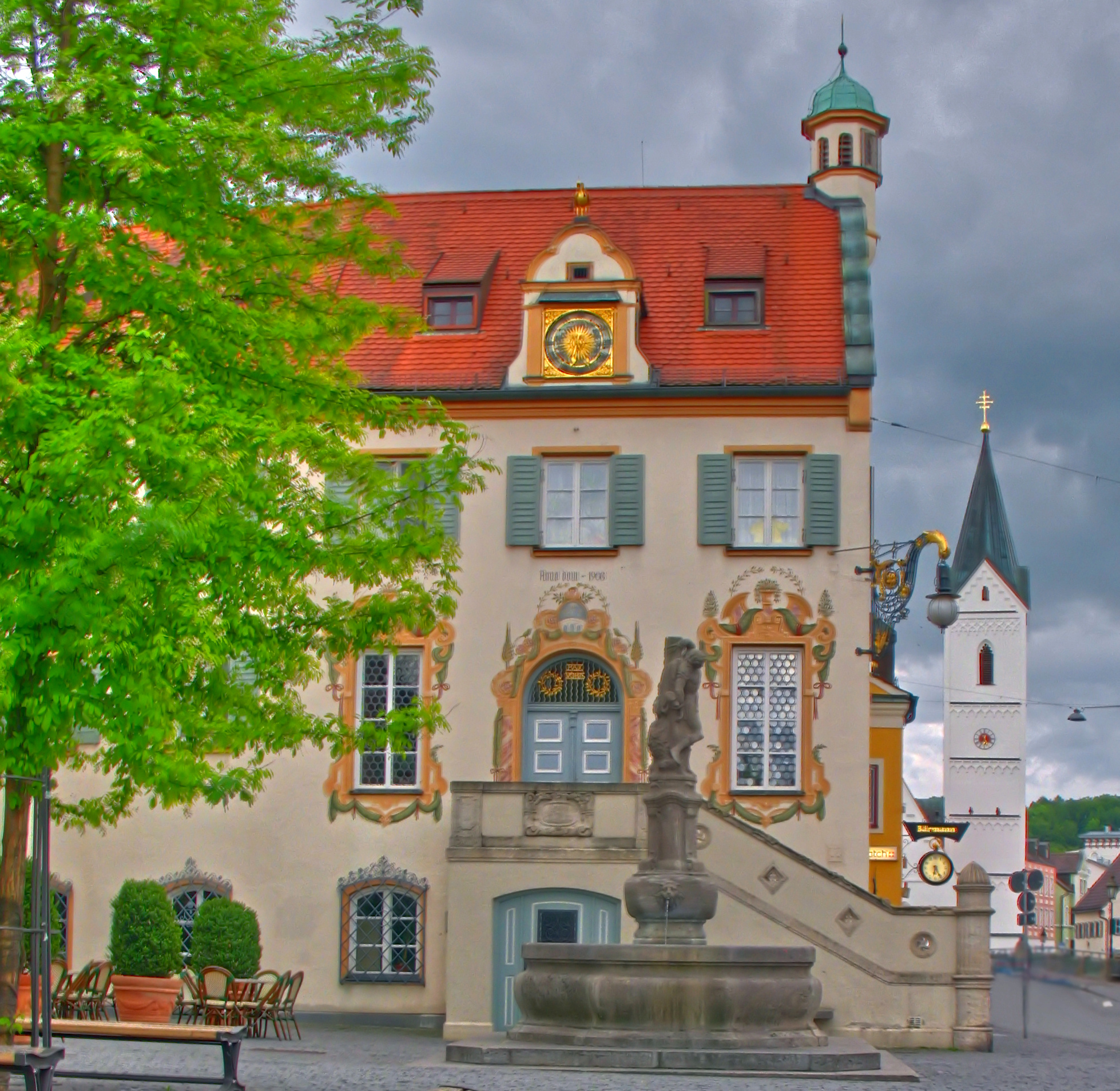
Altes Rathaus (1866–1868) in Fürstenfeldbruck

Johann Marggraff war der Sohn des gleichnamigen Bierbrauers aus Kühbach. Am 20. April 1850 immatrikulierte er sich für das Fach Malerei an der Königlichen Akademie der Bildenden Künste in München. Anschließend studierte er Architektur an der von Ludwig Lange geleiteten Bauschule der Kunstakademie und legte 1853 das Zeichenlehrerexamen ab. Nach einer praktischen Tätigkeit und einer zweijährigen Beschäftigung als Zeichenlehrer an der Kunstgewerbeschule München wirkte er bis 1874 als Lehrer der Architekturklasse der Gewerblichen Fortbildungsschule. Schon seit 1863 war er als Architekt selbstständig und unterhielt zudem das „Atelier für Christliche Kunst“, das sich auf die Innenausstattungen von Kirchen, Schlössern, Burgen und Profanbauten spezialisierte. Zu den Letzteren gehörte u. a. der Repräsentationssaal des Münchner Neuen Rathauses.
Marggraff war neben Joseph Elsner, mit dem er an gemeinsamen Projekten arbeitete, einer der meistbeschäftigten Architekten in Südbayern. Für seine Innenausstattungen erhielt er zahlreiche Aufträge aus dem europäischen Ausland, aber auch aus Amerika, Asien und Australien. Gemeinsam mit dem Historienmaler Wilhelm Hauschild war er an Aufträgen in Schlesien beteiligt.
Johann Marggraff war Mitglied des Münchner Vereins für Christliche Kunst und bekleidete zahlreiche Ämter. U. a. war er Vorstand des Bayerischen Kunstgewerbe-Vereins und gehörte dem Diözesan-Kunstausschuss an. Als Gemeindebevollmächtigter des Münchner Magistrats gehörte er dem Bauausschuss an.
Joseph Marggraff (* 1872), ein Sohn Johann Marggraffs, gehörte seit 1897 dem väterlichen Unternehmen an und führte es nach dessen Tod weiter.